# Amaranthus blitum
Amaranthus blitum é uma espécie de planta com flor pertencente à família Amaranthaceae. 
A autoridade científica da espécie é L., tendo sido publicada em Species Plantarum 2: 990., no ano de 1753.
Os seus nomes comuns são beldro, beldro-manso, bredos, bredo-manso, bredo-roxo, caruru-folha-de-cuia ou caruru-vermelho.

## Descrição
Esta espécie apresenta os caules decumbentes, ou seja, apenas com sua extremidade ascendente, e sem pelos. As folhas podem atingir os 3,5 cm de comprimento e os 2,2 cm de largura. As flores apresentam-se em grupos (inflorescências). Possui brácteas que chegam a ter o comprimento do perianto. As flores do sexo feminino são compostas por 3 peças que podem atingir os 1,5 mm e apresentam uma ponta curta, aguda e rígida (mucrão). Os frutos são aquénios que podem atingir 3 mm. As sementes são de cor preta, podendo atingir 1,2 mm. A época de floração dá-se de Junho até Setembro.

## Portugal
Trata-se de uma espécie presente no território português, nomeadamente no Arquipélago da Madeira. Ocorre na ilha da Madeira, não ocorrendo nas ilhas de Porto Santo, Selvagens ou nas Desertas.
Em termos de naturalidade é nativa da região atrás indicada.

## Protecção
Não se encontra protegida por legislação portuguesa ou da Comunidade Europeia.

## Subespécies
Segundo o The Plant List, tem as seguintes subespécies aceites:
- Amaranthus blitum subsp. emarginatus (Salzm. ex Uline & Bray) Carretero, Muñoz Garm. & Pedrol
- Amaranthus blitum subsp. oleraceus (L.) Costea
- Amaranthus blitum var. pseudogracilis (Thell.) Lambinon